# Primaeval Pantheons
A Primaeval Pantheons a Bornholm nevű magyar black metal zenekar negyedik nagylemeze, melyet 2016. december 2-án jelentetett meg a német Massacre Records.

## Lemezfelvétel
A lemezfelvétel 2013 év végén kezdődtek a Pannónia Stúdióban, ismételten Scheer "Max" Viktor hangmérnökkel aki egyben a keverésért is felelős. A masterelést Paul Ericksen végezte, aki korábban többek között a Scorpions, Pat Benatar és Pete Townshend lemezein is dolgozott.
Ez az első lemez, melyen már Sahsnot énekesként is szerepel

## Kiadás
A "Primaeval Pantheons" 2016. december 2-án jelent meg a német Massacre Records által jewel box CD-n és digitális formátumban
A lemezborító Sallai Péter (Sahsnot) munkája

## Videóklip
Ehhez a lemezhez nem forgattak hivatalos videóklipet, de szöveges videók készültek a "Runes Of Power", "March Of Saturn" és "Bloodstorm" dalokhoz 

## Az album dalai
| #  | Cím                  | Szerző(k)                    | Hossz |
| -- | -------------------- | ---------------------------- | ----- |
| 1. | Eye Of Knowledge     | Sahsnot, D                   | 07:13 |
| 2. | Atavism              | Sahsnot, D                   | 04:42 |
| 3. | Runes Of Power       | Sahsnot, D                   | 05:35 |
| 4. | Old                  | Sahsnot, D                   | 05:46 |
| 5. | March Of Saturn      | Sahsnot, D, Istvan Neubrandt | 05:12 |
| 6. | Iron Crown           | Sahsnot, D                   | 03:43 |
| 7. | Seventh Reign        | Sahsnot, D                   | 06:25 |
| 8. | Bloodstorm           | Sahsnot, D                   | 05:00 |
| 9. | Imperium (Divus Rex) | Sahsnot, D                   | 07:55 |

## Közreműködők
- Sahsnot – ének, gitárok, billentyűs hangszerek
- D – dobok
- Hjules – basszusgitár

#### Egyéb közreműködők
- Scheer "Max" Viktor – felvételek, keverés
- Paul Ericksen . master